# Romair Consulting
Romair Consulting este o companie de consultanță specializată pe proiectele de mediu și de infrastructură din România.
Romair, cu sediul în București, are un punct de lucru la Timișoara și un birou la Bruxelles, ca reprezentanți ai autorităților locale pe lângă instituțiile din cadrul Uniunii Europene.
Compania îl are ca unic asociat pe Gheorghe Boeru.
Cifra de afaceri în 2006: 5,3 milioane euro